# Standard Superior

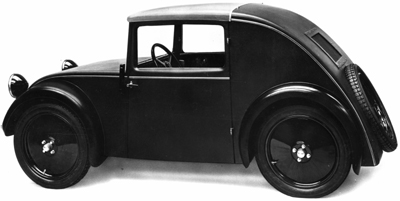
Primeiro modelo do Standard Superior, como introduzido na IAMA em Berlim em 1933

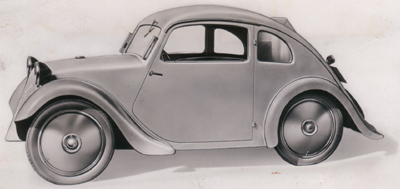
Standard Superior, modelo 1934

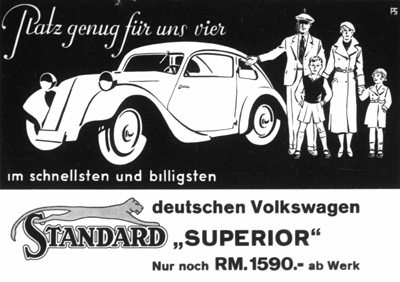
Brochura do Standard Superior, 1934

Standard Superior foi um automóvel produzido de 1933 a 1935 pela Standard Fahrzeugfabrik de Ludwigsburg, Alemanha, fundada pelo fabricante de motocicletas Wilhelm Gutbrod e sem relação com a Standard Motor Company da Inglaterra. Estes pequenos carros foram projetados de acordo com as patentes de Josef Ganz e caracterizados por um motor a dois tempos traseiro.
Após a Segunda Guerra Mundial, a mesma companhia fabricou os automóveis Gutbrod e introduziu o modelo Gutbrod Superior.

## História
No primeiro semestre de 1932, Wilhelm Gutbrod, o presidente da Standard Fahrzeugfabrik, entrou em contato com o engenheiro alemão Josef Ganz. Ganz estava trabalhando em um projeto de carro pequeno desde o início da década de 1920 e construído até então dois protótipos, um para a Ardie em 1930 e um para a Adler em 1931, o Maikäfer (literalmente besouro, da família melolonta). Depois de uma demonstração do Maikäfer por Ganz, Gutbrod ficou interessado em construir um carro pequeno de acordo com este projeto. A Standard Fahrzeugfabrik comprou então uma licença de Ganz para desenvolver e construir um carro pequeno. O protótipo deste novo modelo, que viria a ser chamado de Standard Superior, foi concluído em 1932. Ele tinha um chassis tubular, um motor montado no meio, e suspensão independente com eixo pendular na traseira.

## Modelos
O primeiro modelo de produção da Standard Superior foi introduzido na IAMA (Internationale Automobil- und Motorradausstellung), em Berlim, em fevereiro de 1933. Ele tinha um motor transversal de dois tempos e 396 cc, de dois cilindros, montado na frente do eixo traseiro. Devido a alguma crítica sobre a concepção da carroceria, foi seguido em abril de 1933 por um modelo ligeiramente alterado.
Em novembro de 1933, a Standard Fahrzeugfabrik introduziu outro modelo novo e melhorado para 1934, um pouco mais longo com uma janela adicional em cada lado e com um pequeno assento para crianças ou como espaço de bagagem na traseira. Este carro foi anunciado como o "Volkswagen" alemão, (um termo que significa, literalmente, "carro do povo" em alemão) a primeira vez que esta palavra foi usada. Até então somente o termo "Volksauto" tinha sido usado.

## Conexão com o Volkswagen Fusca
Com os automóveis Ardie-Ganz, Adler Maikäfer e Standard Superior, bem como com seus escritos progressivos e a promoção do conceito de um Volkswagen na revista Motor-Kritik desde a década de 1920, Josef Ganz é aclamado por algumas pessoas como sendo o inventor do Volkswagen Fusca. Estes carros tinham algumas das características do posterior Fusca, como o chassis tubular, motor montado na parte traseira e rodas com suspensão independente com eixos oscilantes. Enquanto do Fusca foram produzidos milhões de unidades após a Segunda Guerra Mundial, o nome de Josef Ganz foi esquecido. Em 2004, o jornalista holandês Paul Schilperoord começou a pesquisar a vida e obra de Josef Ganz. Ele desenterrou muitos fatos novos sobre o assunto.